# Ukraine aux Jeux paralympiques d'hiver de 2022
L'Ukraine doit participer aux Jeux paralympiques d'hiver de 2022 à Pékin en Chine du 4 au 13 mars 2022. Il s'agirait de sa septième participation à des Jeux d'hiver.
Sa participation est toutefois remis en cause dans le contexte de guerre à la suite de l'invasion de l'Ukraine par la Russie en 2022 ; le président du Comité paralympique ukrainien a confirmé une semaine avant le début des Jeux que ses para-athlètes souhaitent concourir, mais qu’amener l’équipe à Pékin constituera un défi gigantesque.

## Médaillés
| Sport                   | Discipline                | Sportifs                                    | Performance   | Date   |
| Médailles d’or: 10      |                           |                                             |               |        |
| Biathlon                | Femmes 6 km - Malvoyante  | Oksana Shyshkova Guide : Andriy Marchenko   | 20 min 09 s 0 | 5 mars |
| Ski de fond             | Femmes 15 km - Malvoyante | Oksana Shyshkova Guide : Andriy Marchenko   | 51 min 09 s 1 | 7 mars |
| Biathlon                | Hommes 6 km - Malvoyant   | Vitaliy Lukyanenko Guide : Borys Babar      | 17 min 05 s 8 | 5 mars |
| Ski alpin               | Hommes 6 km - Debout      | Grygorii Vovchynskyi                        | 16 min 17 s 6 | 5 mars |
| Médailles d’argent : 10 |                           |                                             |               |        |
| Biathlon                | Femmes 6 km - Debout      | Liudmyla Liashenko                          | 19 min 51 s 7 | 5 mars |
| Biathlon                | Hommes 6 km - Malvoyants  | Oleksandr Kazik Guide : Serhii Kucheriavyi  | 17 min 31 s 9 | 5 mars |
| Biathlon                | Hommes 6 km - Assis       | Taras Rad                                   | 19 min 09 s 0 | 5 mars |
| Médailles de bronze : 8 |                           |                                             |               |        |
| Biathlon                | Hommes 6 km - Malvoyant   | Dmytro Suiarko Guide : Oleksandr Nikonovych | 17 min 33 s 3 | 5 mars |

| Place | Sport       | Médaille d'or, Jeux paralympiques | Médaille d'argent, Jeux paralympiques | Médaille de bronze, Jeux paralympiques | Total | Rang pays |
| ----- | ----------- | --------------------------------- | ------------------------------------- | -------------------------------------- | ----- | --------- |
| 1     | Biathlon    | 8                                 | 9                                     | 5                                      | 22    |           |
| 2     | Ski de fond | 3                                 | 1                                     | 3                                      | 7     |           |
| Total | Total       | 11                                | 10                                    | 8                                      | 29    | -         |

## Compétition

### Ski nordique
| Homme(s) | Femme(s) |
| --- | --- |
| - Anatolii Kovalevskyi (B-2), Invasport (Kiev) - guide : Oleksandr Mukshyn - Dmytro Suiarko (B-2), Invasport (Tchernihiv) - guide : Oleksandr Nikonovych - Grygorii Vovchynskyi (LW8), Invasport (Vinnytsia) - Iaroslav Reshetynskyi (B-2), Invasport (Kiev) - guide : Kostiantyn Yaremenko - Maksym Yarovyi (LW10), Invasport (Mykolaïv) - Oleksandr Aleksyk (LW12) , Invasport (Oujhorod) - Oleksandr Kazik (B1) , Invasport (Vinnytsia) - guide : Serhii Kucheriavyi - Pavlo Bal (LW11-5) , Invasport (Lviv) - Serafym Drahun (LW8) , Invasport (Oujhorod) - Taras Rad (LW12), Invasport (Ternopil) - Vasyl Kravchuk (LW11), Halychyna Youth Sports School for the Impaired / Invasport (Lviv) - Vitaliy Lukyanenko (B3), Invasport (Kharkiv) - guide : Borys Babar, Ivan Marchyshak | - Anastasiia Laletina (LW10-5), Invasport (Kiev) - Bohdana Konashuk (LW8), Invasport Volyn (Loutsk) - Iryna Bui (LW8), Invasport Volyn (Vinnytsia) - Liudmyla Liashenko (LW8), Invasport (Kharkiv) - Nataliia Tkachenko (B-2), Invasport (Kiev) - guide : Andriy Marchenko, Ivan Marchyshak - Oksana Shyshkova (B-2), Invasport (Kharkiv) - guide : Andriy Marchenko - Oleksandra Kononova (LW8), Invasport (Kiev) - Yuliia Batenkova-Bauman (LW6), Invasport Volyn (Loutsk) |